# Hector de Saveuse
Hector de Saveuse, né à une date inconnue (fin XIVe siècle) et mort vers après 1421, était un seigneur picard et militaire bourguignon, connu pour son rôle dans la guerre de Cent Ans et la guerre civile entre Armagnacs et Bourguignons. Fils de Morelet de Saveuse, chambellan des rois Charles V et Charles VI, il servit fidèlement le duc de Bourgogne Jean sans Peur dès 1408 en tant qu’écuyer d’écurie. Il s’illustra dans plusieurs campagnes, notamment au siège d’Arras (1414) et à Compiègne (1414), mais fut également une figure controversée en raison de son implication dans l’assassinat d’Élyon de Jacqueville en 1417, ce qui lui valut une disgrâce temporaire.

## Biographie
Hector de Saveuse, issu de l’illustre famille picarde de Saveuse, était le deuxième fils de Morelet de Saveuse, chambellan royal, et de Marguerite de Brouilly. Son frère aîné, Guillaume de Saveuse, mourut à la bataille d’Azincourt en 1415, tandis que son frère cadet, Philippe de Saveuse, hérita de la seigneurie de Saveuse.
En 1400, Hector participa au siège du Coudray, où il captura des moines et exigea une rançon, s’emparant des archives du château et incendiant le village. 
Dès 1408, Hector entra au service de Jean sans Peur, duc de Bourgogne, en tant qu’écuyer d’écurie, et fut également conseiller au sein de l’hôtel ducal.En 1414, Hector de Saveuse se distingua lors du siège d’Arras et participa à la défense de Compiègne, aux côtés de son frère Philippe et de Hugues de Lannoy, contre les forces royales menées par le dauphin Louis de Guyenne et le duc de Bourbon. Lors d’une sortie à Compiègne, il affronta le bâtard de Bourbon, mais la ville finit par capituler sous condition. 
En 1415, il fut impliqué dans des violences près de Cambrai, où, avec Jacquemont de Florenche, il pilla des églises et attaqua des bourgeois, provoquant des tensions avec l’échevinage local. La même année, capturé lors d’un pèlerinage à Notre-Dame de Liesse, il fut emprisonné à Paris, mais libéré grâce à un échange de prisonniers négocié par son frère Philippe.
En 1417, nommé gouverneur de Beauvais, il entra en conflit avec la population locale, ce qui conduisit à son expulsion de la ville en 1418. La même année, il joua un rôle clé dans la reprise de Bris, un château appartenant à David de Brimeu, et participa à des escarmouches près de Paris.
Son action la plus controversée eut lieu en 1417 à Chartres, où, à la suite d’une querelle, il organisa l’assassinat d’Élyon de Jacqueville, favori de Jean sans Peur, dans l’église Notre-Dame. Avec l’aide de complices, dont son cousin Jean de Crèvecœur, il battit Jacqueville à mort, provoquant la colère du duc, qui le mit temporairement en disgrâce. Malgré cela, Hector fut réintégré pour ses services militaires, notamment lors du Siège de Senlis (1418) en rejoignant l'armée de secours au côté de son frère Philipe de Saveuse et à la campagne de 1420 à Allibaudières, où il combattit vaillamment aux côtés de Jean de Luxembourg.
En 1421, il affronta Étienne de Vignolles, dit La Hire, à Notre-Dame de Liesse, mais fut défait entre Montaigu et Guise. Hector de Saveuse mourut peu après.

## Héritage
Hector de Saveuse fut une figure controversée de la guerre civile entre Armagnacs et Bourguignons, connu pour sa bravoure militaire, mais aussi pour ses actions violentes, comme le pillage du Coudray et l’assassinat d’Élyon de Jacqueville. Sa loyauté envers Jean sans Peur et ses faits d’armes à Arras, Compiègne, et Alibaudière sont mentionnés dans les chroniques d’Enguerrand de Monstrelet. Cependant, son expulsion de Beauvais et ses conflits avec d’autres capitaines bourguignons, comme lors de l’incident de Roye en 1420, témoignent de son caractère impulsif et de tensions au sein du parti bourguignon.